# ناأويوكي يامازاكي
ناأويوكي يامازاكي (5 مايو 1991 بنيشي طوكيو في اليابان - ) (بالكانا:ヤマザキ ナオユキ) هو لاعب كرة قدم ياباني في مركز الوسط. لعب مع Azul Claro Numazu ‏.

## وصلات خارجية
- ناأويوكي يامازاكي على موقع قاعدة بيانات كرة القدم.إي يو (الإنجليزية)
- ناأويوكي يامازاكي على موقع Soccerway.com (الإنجليزية)
- ناأويوكي يامازاكي على موقع عالم كرة القدم.نت (الإنجليزية)